# Чемпіонат СРСР з футболу 1954 (клас «А»)
Сезон 1954 року у класі «А» чемпіонату СРСР з футболу — 16-й в історії турнір у вищому дивізіоні футбольної першості Радянського Союзу. Тривав з 4 квітня по 17 жовтня 1954 року. Участь у змаганні узяли 13 команд, 2 гірших з яких за результатами сезону полишили елітний дивізіон.
Переможцем сезону стала команда «Динамо» (Москва), для якої ця перемога у чемпіонаті стала 6-ю в історії.
| Чемпіон СРСР 1954           |
| --------------------------- |
| «Динамо» (Москва) 6-й титул |

## Підсумкова таблиця
| М  | Команда                       | І  | В  | Н  | П  | М     | О  |
| -- | ----------------------------- | -- | -- | -- | -- | ----- | -- |
|    | «Динамо» (Москва)             | 24 | 15 | 5  | 4  | 44-20 | 35 |
|    | «Спартак» (Москва)            | 24 | 14 | 3  | 7  | 49-26 | 31 |
|    | «Спартак» (Мінськ)            | 24 | 12 | 6  | 6  | 29-23 | 30 |
| 4  | «Трудові резерви» (Ленінград) | 24 | 8  | 10 | 6  | 29-25 | 26 |
| 5  | «Динамо» (Київ)               | 24 | 8  | 10 | 6  | 31-29 | 26 |
| 6  | ЦБРА (Москва)                 | 24 | 8  | 8  | 8  | 30-29 | 24 |
| 7  | «Зеніт» (Ленінград)           | 24 | 8  | 7  | 9  | 27-26 | 23 |
| 8  | «Динамо» (Тбілісі)            | 24 | 9  | 5  | 10 | 38-47 | 23 |
| 9  | «Торпедо» (Москва)            | 24 | 8  | 6  | 10 | 34-34 | 22 |
| 10 | «Локомотив» (Москва)          | 24 | 7  | 7  | 10 | 21-23 | 21 |
| 11 | «Крила Рад» (Куйбишев)        | 24 | 7  | 6  | 11 | 20-28 | 20 |
| 12 | «Локомотив» (Харків)          | 24 | 6  | 5  | 13 | 19-39 | 17 |
| 13 | «Торпедо» (Горький)           | 24 | 3  | 8  | 13 | 17-39 | 14 |

## Медалісти
Гравці перших трьох команд, які взяли участь щонайменше в половині матчів, отримали медалі чемпіонату.
 «Динамо» (Москва): Лев Яшин, Констянтин Крижевський, Борис Кузнецов, Анатолій Родіонов, Євген Байков, Володимир Савдунін, Володимир Ільїн, Володимир Шабров, Геннадій Бондаренко, Сергій Сальников, Алекпер Мамедов, Володимир Рижкін.
 «Спартак» (Москва): Владас Тучкус, Михайло Піраєв, Юрій Сєдов, Мечислав Селицький, Михайло Огоньков, Микола Тищенко, Олексій Парамонов, Ігор Нетто, Анатолій Масльонкін, Анатолій Ільїн, Борис Татушин, Анатолій Ісаєв, Микола Дементьєв, Микита Симонян, Микола Паршин, Володимир Агапов.
 «Спартак» (Мінськ): Олексій Хомич, Владилен Голубєв, Павло Мимрик, Володимир Малявкін, Микола Макаров, В'ячеслав Артемов, Геннадій Абрамович, Анатолій Єгоров, Юрій Бачурін, Іван Мозер, Анатолій Голощапов, Борис Курнєв, Володимир Ходін.

## Бомбардири
| М | Гравець              | Команда           | Голи |
| - | -------------------- | ----------------- | ---- |
| 1 | Анатолій Ільїн       | «Спартак»         | 11   |
|   | Володимир Ільїн      | «Динамо» М        | 11   |
|   | Антонін Сочнєв       | «Трудові резерви» | 11   |
| 4 | Автанділ Гогоберідзе | «Динамо» Тб       | 10   |
|   | Михайло Коман        | «Динамо» К        | 10   |